# Soosalu (Halinga)
Soosalu – wieś w Estonii, w prowincji Parnawa, w gminie Halinga.